# جنبش‌های دموکراسی چین
جنبش‌های دموکراسی چین، مجموعه‌ای از جنبش‌های سیاسی سازمان‌یافته در داخل و خارج از جمهوری خلق چین علیه ادامه نظام تک‌حزبی حزب کمونیست چین هستند. می‌توان آن‌ها را تا چالش لیانگ شومینگ با مائو تسه‌تونگ در کنفرانس عالی شورای اداری دولت جمهوری خلق چین در سال ۱۹۵۳ ردیابی کرد. در آن سال، حزب کمونیست به زور مالکیت زمین‌های روستایی را از مالکیت خصوصی به مالکیت جمعی تغییر داد که باعث انزجار دهقانان شد.
پس از مرگ مائو، یکی از این جنبش‌ها در جریان بهار پکن در نوامبر ۱۹۷۸ آغاز شد و دوباره در اعتراضات و قتل‌عام میدان تیان‌آن‌من در سال ۱۹۸۹ مطرح شد.